# Still II
A Still II a német Frei.Wild tizennegyedik stúdióalbuma, második akusztikus lemeze. A Rookies & Kings kiadónál 2019. november 29-én megjelent album standard és korlátozott számú díszdobozos kiadásban jelent meg.

## Tartalom
A lemez leginkább korábban megjelent stúdióalbumok (Opposition, 15 Jahre Deutschrock & SKAndale, Rivalen und Rebellen) dalainak akusztikus változatát tartalmazza. Ezenkívül hat korábban még kiadatlan dal is szerepel rajta. A díszdobozos kiadás további hét dalt tartalmaz.

## Zenei stílus
Az album dalai a zenekar stílusára korábban is jellemző tempójú és mondanivalójában is azonos német rock (Deutschrock), hard rock és kisebb részben ska műfajhoz tartoznak.

## Albumborító
Az album borítója a zenekar első akusztikus albumára, a 2013-ban megjelent Still-re utal vissza, hasonló jelenetet ábrázol némi különbséggel. A borító szürkeárnyalatú, arany díszítéssel. A zenekar négy tagja – balról jobbra – Jochen Gargitter, Philipp Burger, Christian Forer és Jonas Notdurfter ül egy fal előtt egy-egy széken. A kép bal oldalán egy színpadi lámpa látható, a jobb felső sarokban pedig egy fekete Frei.Wild logó, valamint a leise, stürmisch, herzergreifend (csendes, viharos, szívszorító) és a Still II felirat olvasható, utóbbi arany betűkkel.

## Dallista
| Still II (Standard kiadás) | Bónuszdalok a díszdobozos kiadásban |
| --- | --- |
| 1. Ein zweiter stiller Gruß (Still-Intro) – 1:37 2. Im Auftrag der Welt (Akusztikus verzió) – 3:02 3. Sommerland – 3:33 4. Nicht zuviel denken und einfach machen (Akusztikus verzió) – 4:03 5. Zusammen und vereint (Akusztikus verzió) – 4:41 6. Wo nur die Besten thronen – 4:03 7. Keine Lüge reicht je bis zur Wahrheit – 3:45 8. Der Teufel trägt Geweih (Akusztikus verzió) – 4:08 9. Und ich war wieder da (Akusztikus verzió) – 3:50 10. Yeah, yeah, yeah (Akusztikus verzió) – 3:29 11. Blinde Völker wie Armeen – 4:11 12. Eine Freundschaft, eine Liebe, eine Familie (Akusztikus verzió) – 4:02 13. Hab keine Angst (Akusztikus verzió) – 4:06 14. Allein, ohne Dich, bei Dir (Akusztikus verzió) – 4:48 15. It’s a Good Day for a Good Day – 3:54 16. Unvergessen, unvergänglich, lebenslänglich (Akusztikus verzió) – 3:36 | 1. Glückes Schmiedes Dieb – 3:47 2. Diese Nacht will nicht meine Nacht sein (Akusztikus verzió) – 4:04 3. Macht euch endlich alle platt (Akusztikus verzió) – 3:47 4. Wir brechen eure Seelen (Akusztikus verzió) – 4:38 5. Verbotene Liebe, verbotene Kuss (Akusztikus verzió) – 4:04 6. Wir sind viele (Akusztikus verzió) – 4:05 7. Herz schlägt Herz (Akusztikus verzió) – 4:12 |

## Közreműködők
- Philipp "Fips" Burger (ének, gitár)
- Christian "Föhre" Fohrer (dobok)
- Jochen "Zegga" Gargitter (basszusgitár)
- Jonas "Joy" Notdurfter (gitár)

## Fordítás
- Ez a szócikk részben vagy egészben  a   Still II című német Wikipédia-szócikk ezen változatának fordításán alapul.  Az eredeti cikk szerkesztőit annak laptörténete sorolja fel. Ez a jelzés csupán a megfogalmazás eredetét és a szerzői jogokat jelzi, nem szolgál a cikkben szereplő információk forrásmegjelöléseként.